# 谷川明美
谷川 明美（たにがわ あけみ、1966年11月14日 - 2007年7月14日）は、元東海ラジオ放送アナウンサー。

## 経歴・人物
- 愛知県名古屋市出身、本人曰く「生粋のナゴヤっ子」。
- 多数の企業CMや特別番組でのナレーションを担当していた。
- 1993年10月の入社以来多くの帯番組を担当していたが、2007年3月23日の「小島一宏 モーニングあいランド」の出演を最後に2007年3月24日より体調不良のためアナウンス業務を休養することになり、当日放送の「サタモニ・フリーウェイ」はピンチヒッターとして山崎聡子が務め、4月から担当することが発表されていた新番組「谷川明美の花鳥風月」も放送中止となった。代替番組には「天野良春"リアル"」が放送されていた（ちなみに、同番組は2014年9月まで放送された）。
- 降板後は、東海ラジオのアナウンサーとして在籍したまま自宅療養を続け、一時は特別番組のナレーションを務めるまでに回復していたが、2007年7月14日、乳がんのため40歳で死去。最後の仕事は自らと同じ癌患者を取り上げた報道特別番組「〜その声が聞きたい〜 患者は声を求めている」（2007年5月27日放送）のナレーションであった。

## 出演番組
- 谷川明美のちょっと小粋な日曜日（1999年10月 - 2002年3月 日曜）
- 夜はこれから（2001年10月 - 2002年3月　月曜担当 2002年10月 - 2003年3月 水曜担当）
- 癒し癒され人生応援団（ - 2006年1月 火曜 かにタク言ったもん勝ち内）
- サタモニ・フリーウェイ（2002年4月 - 2007年3月 土曜）
- JOMO童話の花束（ - 2007年3月 サタモニ・フリーウェイ内）
- 小島一宏 モーニングあいランド（2005年10月 - 2007年3月 木・金曜担当）
- 奇数時の時報読み上げ（2005年4月 - 2007年4月）

## エピソード
- 神野三枝はよくネタとして谷川のことを｢永遠のライバル｣と称していた。
- アナウンサーとしてはしっとりと落ち着いたトーンの語り口で知られたが、元同僚である相羽としえによれば名古屋出身である彼女は、平時は名古屋弁を話していたとある。
- 日本野鳥の会の会員であり、気象友の会の会員でもあった。また、美術館巡りも趣味としており、それらの趣味を生かして東海ラジオ公式HPにおいて「谷川写真日記」を公開。毎月のように更新されていた。また、「小島一宏 モーニングあいランド」の公式HPには「谷川週末日記」として日記を綴っていた。山崎聡子、浅田若菜、川島葵と並び、アナウンサー紹介ページ内のオリジナルコンテンツ（日記）の更新頻度が高かった。